# 朱昌荣
朱昌荣（1977年10月—），男，汉族，安徽歙县人，2004年12月加入中国共产党，中国社会科学院研究员，中国社会科学院大学教授。

## 生平
本科毕业于安徽师范大学历史系。2004年12月加入中国共产党。2006年于中国社会科学院研究生院获博士学位，同年留历史研究所工作。历任中国社会科学院古代史研究所（原历史研究所）科研处副处长、处长，综合处处长，古代史研究所纪委书记、副所长。2023年3月，挂职担任中国社会科学院大学（中国社会科学院研究生院）副校长（副院长）、中国社会科学院大学历史学院执行院长等职。2024年7月，任中国历史研究院党委常委、院务委员，中国社会科学院历史理论研究所（中国历史研究院历史理论研究所）党委书记、所长。
主要从事清代学术思想史研究工作，主持国家社科基金·中国历史研究院重大研究专项、院创新工程重大项目等9项，发表学术论文50余篇。